# 硝酸纤维素
硝酸纤维素（cellulose nitrate）又称硝化纤维素（nitrocellulose），是纤维素中的部分羟基与硝酸发生酯化反应所得到的纤维素衍生物。硝酸纤维素有许多异名，如：硝基纖維素、纤维素硝酸酯，以及俗名，如：硝化棉、火绒棉、硝化纤维等，但被认为并非正确称呼。硝酸纤维素塑料（cellulose nitrate plastics）则是硝酸纤维素中加入约20%的樟脑作为增塑剂得到的可塑性材料，俗称赛璐珞。
硝酸纤维素通常由棉絨纖維和木漿等纤维材料浸入浓硝酸浓硫酸混合液中制得，多數用于制作發射藥。与硝化甘油相比，比較稳定，安全，便于运输。为白色或微黄色棉絮状物，易燃且具有爆炸性，化学稳定性较差，常温下能缓慢分解并放热，超过40°C时会加速分解，放出的热量如不能及时散失，会造成硝化棉温升加剧，达到180°C时能发生自燃。硝化棉通常加乙醇或水作湿润剂，分别称作硝化棉酒棉或硝化棉水棉。一旦湿润剂散失，极易引发火灾。如果在装卸作业中存在野蛮操作，发生硝化棉装箱包装破损、硝化棉散落的情况则可能造成严重后果。试验表明，包装破损时，在50°C下2小时乙醇湿润剂会全部挥发散失。易于导致仓储自燃。
- 1838年，T·J·佩卢兹首先发现棉花在硝酸中浸过之后可以迅速燃燒。
- 1845年，德国化学家C·F·舍恩拜将棉花浸于硝酸和硫酸混合液中，然后洗掉多余的酸液，从而发明出硝酸纤维素。
- 1860年，普鲁士军队的少校E·郐尔茨用硝酸纤维素制成枪、炮弹的裝藥。

在2008年時，世界上主要生产硝酸纤维素的厂家有：法国BNC公司和台湾台硝集团，这两家公司於2015年時在南京化工园合资成立南京中硝化工有限公司，預估每年可生产1.5万吨涂料用硝酸纤维素。

## 制法
用浓硫酸做催化剂，将纤维素（棉花）和硝酸混合可制得。反应如下：
3nHNO3+ [C6H7O2(OH)3]n → [C6H7O2(ONO2)3]n + 3nH2O
將硝酸與硫酸以一比二的方式小心混合，溫度要低於20度。將纖維(棉花)浸入，20分鐘後取出、晾乾。

## 用途
含氮量高的俗称火棉，用以制造无烟火药；含氮量低的俗称胶棉，用以制造喷漆、人造革、胶片、塑料等。
- 塗料（木器、紙類印刷物等）。
- 賽璐珞（celluloid），歐盟於2006年10月26日公告，禁用於製造玩具。
- 分子生物学用于核酸的印迹和杂交：由于硝酸纤维素具有较强的吸附单链 DNA 和 RNA 的能力，吸附核酸后可以通过80℃烘烤或经紫外线照射交联而固定。

## 结构图

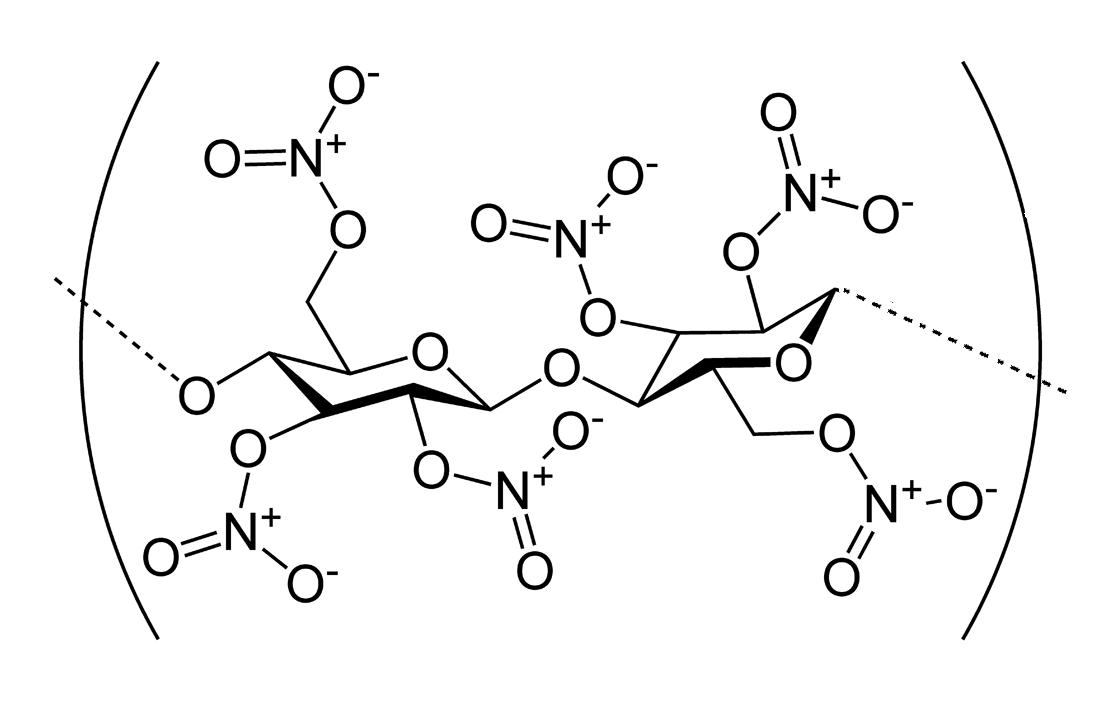
结构简式
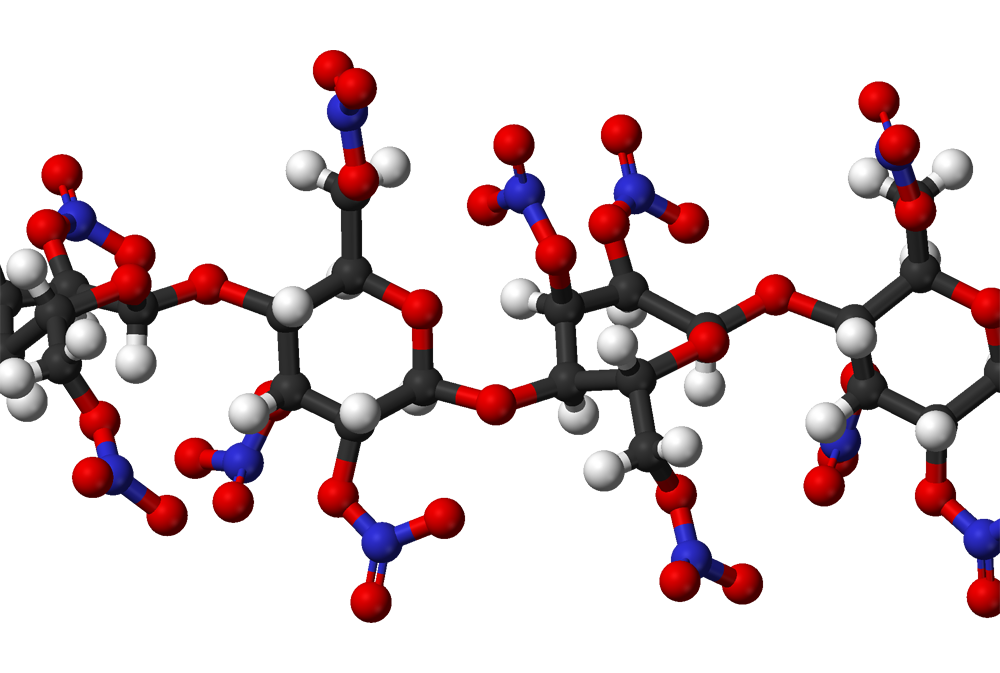
球棍模型
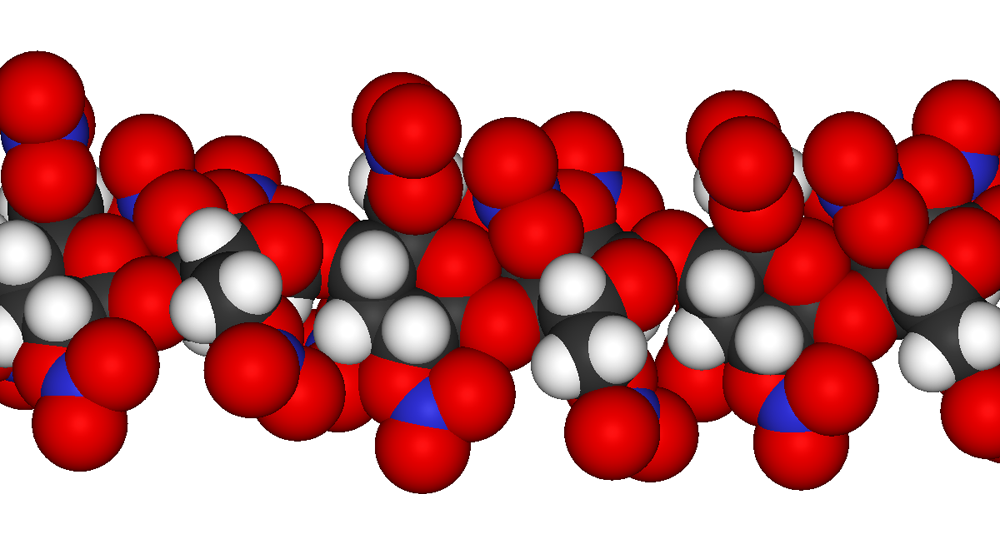
空間填充模型

## 相关事件
2021年，中美贸易战期间，西方政客与媒体揭示“新疆棉花争议事件”，指责中国政府像美国历史上一样采用奴隶制、强迫新疆维族人民从事棉花劳动，进而以此为由对新疆棉实施制裁。2023年10月起，欧洲逐步立法发布《欧盟市场禁止强迫劳动产品条例》，以停止从中国进口包括新疆短绒棉在内的棉花及其制品。而中国生产了全世界50%的短绒棉，而欧洲近7成火绒棉依赖中国供应。部分企业表示此前已囤积了3年之量的中国棉以备不时之需。
2024年4月，陆续有报道称，由于此前对于新疆棉的抵制，导致法国等欧洲国家的军火企业无法按时交付援助乌克兰的弹药 。